# Aéroport international de Phú Quốc
Le nouvel aéroport international Phú Quốc ( Vietnamien : Sân bay quốc tế Phú Quốc ) (code IATA : PQC • code OACI : VVPQ) est un aéroport international qui a été achevé en 2012 sur l'île de Phú Quốc, dans le sud du Viêt Nam. L’aéroport couvre près de 900 hectares dans le village de Duong To, dans l’île-district de Phú Quốc, dans la province de Kiên Giang, qui a été construit pour un coût d’environ 16,2 milliards de VND (810 millions de dollars américains). Il est prévu de le construire par phases. L'aéroport est à 10 km de l’ancien ancien aéroport de Phú Quốc , qu’il a remplacé. L’aéroport pouvait initialement traiter environ 2,5 millions de passagers par an et sa capacité maximale sera de 7 millions de passagers par an. Les destinations internationales devraient inclure Singapour et Sihanoukville. L’aéroport dispose d’une piste unique de 3 000 m capable de recevoir des avions gros-porteurs. La construction a été achevée en novembre 2012 et a été mise en service le 2 décembre 2012,. Le gouvernement vietnamien s'attend à ce que l'aéroport facilite l'arrivée de touristes internationaux attirés par les plages de l'île.

## Situation

### Carte des aéroports du Viêtnam
| Vân Đồn (2018) Thọ Xuân Chu Lai Liên Khuong Đà Nẵng Hải Phòng Cat Bi Hanoï Saïgon Nha Trang Phú Quốc Vinh Buôn Ma Thuôt Cà Mau Côn Đảo Đồng Hới Pleiku Phù Cát Phú Bài Rach Gia Nà Sản Đông Tác Vũng Tàu Cần Thơ Diên Biên Phu Quảng Trị |

## Compagnies et destinations
| Compagnies               | Destinations |
| ------------------------ | --- |
| AirAsia                  | Kuala Lumpur |
| Azur Air                 | En saison Charter : Krasnoïarsk-Iémélianovo, Moscou-Vnoukovo, Iékaterinbourg-Koltsovo                                                                                 |
| Bamboo Airways           | Hanoï-Nội Bài |
| Bangkok Airways          | Bangkok-Suvarnabhumi |
| China Eastern Airlines   | En saison : Kunming-Changshui |
| China Southern Airlines  | Canton-Baiyun |
| Donghai Airlines         | En saison : Shenzhen-Bao'an |
| Jetstar Pacific Airlines | Hô Chi Minh Ville (Tân Sơn Nhất), Hanoï-Nội Bài En saison Charter : Wenzhou-Longwan, Kunming-Changshui                                                                |
| Lucky Air                | En saison : Kunming-Changshui |
| Neos                     | En saison : Milan-Malpensa, Rangoun (Yangon) |
| Okay Airways             | Nanning |
| Royal Flight             | En saison Charter : Irkoutsk, Krasnoïarsk-Iémélianovo, Novossibirsk-Tolmatchevo, Moscou Chérémétiévo, Iékaterinbourg-Koltsovo                                         |
| TUI Airways              | En saison : Londres-Gatwick En saison Charter : Copenhague-Kastrup, Helsinki-Vantaa,, Göteborg, Luleå, Oslo-Gardermoen, Stockholm-Arlanda                             |
| Vietjet Air              | Hải Phòng-Cat Bi, Hanoï-Nội Bài, Hô Chi Minh Ville (Tân Sơn Nhất), Séoul-Incheon En saison Charter : Chengdu-Shuangliu, Hangzhou-Xiaoshan, Ningbo                     |
| Vietnam Airlines         | Cần Thơ, Hanoï-Nội Bài, Hô Chi Minh Ville (Tân Sơn Nhất), Shanghai-Pudong, Wenzhou-Longwan Charter : Chengdu-Shuangliu, Kunming-Changshui, Séoul-Incheon, Wuxi/Suzhou |

Édité le 13/01/2019

## Statistiques
Le graphique qui aurait dû être présenté ici ne peut pas être affiché car il utilise l'ancienne extension Graph, désactivée pour des questions de sécurité. Des indications pour créer un nouveau graphique avec la nouvelle extension Chart sont disponibles ici.

Voir la requête brute et les sources sur Wikidata.